# Parisys
Parisys ou Marcelle Parisys, nom de scène de Marcelle Josse, est une actrice, chanteuse et directrice de théâtre française née le 30 décembre 1892  dans le 18e arrondissement de Paris, ville où elle est morte le 16 juillet 1986 à la clinique du Trocadéro, dans le 16e arrondissement,.

## Biographie
En 1923, Madame Rasimi, directrice du Ba-Ta-Clan, l'engage pour la première partie de sa tournée en Amérique du Sud, Mistinguett assurant la deuxieme partie. Parisys n'a pas achevé ses représentations lorsqu'arrive Mistinguett. Or, par contrat, ces deux vedettes ne doivent pas paraitre en même temps. Mme Rasimi lui doit malgré tout son cachet et se met d'accord avec le directeur de l'Empire, le music-hall de Buenos-Aires, pour lui céder pendant quelques jours sa brillante pensionnaire. En apprenant qu'elle devait faire « un tour de chant », genre qu'elle a abandonné depuis quelques années, Parisys a d'abord l'intention de refuser. Mais, elle accepte et improvise un « tour de chant » avec certaines chansons de son répertoire et a l'idée  de le présenter à la façon des étoiles espagnoles, c'est-à-dire avec changement de costume et de décor. Le succès la récompense et elle doit signer un nouvel engagement avec la direction de l'Empire
Comédienne et chanteuse, Parisys a succédé en 1942 à son mari Robert Trébor à la direction du théâtre Michel. « L’ancienne meneuse de revue fera appel à des auteurs et metteurs en scène tels que Jean Davray, Marc-Gilbert Sauvajon, Jacques Charon et Jean Meyer, dans une veine qui reste humoristique et musicale. La dame blonde qui avait tant fait vibrer les foules parisiennes, joue souvent elle-même dans les productions du Michel ».
Dans Le Temps et rien d'autre, Françoise Fabian évoque Marcelle Parisys, qu'elle a côtoyée en 1956 : elle mentionne « un personnage pittoresque » et « théâtreuse vivante et énergique comme il n'existe plus », ajoutant que, « entretenue à la manière des cocottes du XIXe siècle, elle avait voulu jouer la comédie et avoir son théâtre ».

## Filmographie
- 1921 : Fromont jeune et Risler aîné de Henry Krauss : Sidonie Chèbe
- 1932 : La Bonne Aventure d'Henri Diamant-Berger : Maryse
- 1934 : Une nuit de folies de Maurice Cammage : Loulou
- 1934 : L'Aristo d'André Berthomieu : Emeralda
- 1937 : Un coup de rouge de Gaston Roudès
- 1939 : Visages de femmes de René Guissart
- 1952 : Le Désir et l'Amour d’Henri Decoin : Adèle, l'habilleuse
- 1961 : Les Godelureaux de Claude Chabrol : la chanteuse
- 1970 : Les croulants se portent bien[réf. nécessaire]